# Bisdom Maiduguri
Het bisdom Maiduguri (Latijn: Dioecesis Maiduguriensis) is een rooms-katholiek bisdom met als zetel Maiduguri, de hoofdstad van de staat Borno in Nigeria. Het bisdom is suffragaan aan het aartsbisdom Jos.

## Geschiedenis
Het bisdom werd opgericht op 29 juni 1953, uit de apostolische prefectuur Jos, als de apostolische prefectuur Maiduguri. Op 7 juni 1966 werd het verheven tot bisdom. 

## Parochies
In 2019 telde het bisdom 43 parochies. Het bisdom had in 2019 een oppervlakte van 132.000 km2 en is in oppervlakte het op een na grootste van Nigeria. Het omvat de staten Borno en Yobe en een deel van de staat Adamawa. Het bisdom telde 6.012.590 inwoners waarvan 3,1% rooms-katholiek was.

## Bisschoppen
- James Timothy Kieran Cotter (5 juli 1962 - 15 maart 1988)
- Senan Louis O’Donnell (18 september 1993 - 28 februari 2003)
- Matthew Man-oso Ndagoso (6 februari 2003 - 16 november 2007)
- Oliver Dashe Doeme (6 juni 2009 - heden)

Jos (aartsbisdom) · Bauchi · Jalingo · Maiduguri · Pankshin · Shendam · Wukari · Yola